# PFC Rodopa Smoljan
Maillots
Le Professionalen Futbolen Klub Rodopa Smoljan (en bulgare : Професионален Футболен Клуб Родопа Смолян), plus couramment abrégé en Rodopa Smoljan, est un club bulgare de football fondé en 1927 et basé dans la ville de Smolyan.

## Palmarès
| Compétitions nationales                                  |
| -------------------------------------------------------- |
| - Championnat de Bulgarie D2 (1) : - Champion : 2002-03. |

## Personnalités du club

### Présidents du club
- Petar Mandjukov

### Entraîneurs du club
- Yulian Siourdjiev